# 113673 Bettystrickland
113673 Bettystrickland este o planetă minoră (asteroid), cu un diametru de 6,201 km, din centura de asteroizi. A fost descoperită pe 2 octombrie 2002 la  de . 
Obiectul prezintă o orbită caracterizată de o semiaxă mare de 3,136808024162 UAi, o excentricitate de 0,14170807462304, o înclinație de 14,664331370245 ° în raport cu ecliptica.